# اس‌ای‌اس آسگای
اس‌ای‌اس آسگای (به انگلیسی: SAS Assegaai) یک زیردریایی است که طول آن ۵۷٫۸ متر (۱۹۰ فوت) می‌باشد. این زیردریایی در سال ۱۹۷۰ ساخته شد.